# Boot sector
Boot sector (còn gọi là cung khởi động) là sector chứa boot record.

## Vị trí
- Trên đĩa mềm: là sector 1 ở track 0 của side 0.
- Trên đĩa cứng: là sector 0 của một primary partition (còn gọi là phân vùng chính).

## Hoạt động
- Khởi động máy tính từ đĩa mềm:

Sau khi bật máy tính, chương trình nằm trong ROM đọc dữ liệu trong boot sector, nạp vào RAM tại địa chỉ 7C00:0000 và chuyển quyền điều khiển cho chương trình này. Chương trình này tiến hành nạp hệ điều hành vào RAM và chuyển quyền điều khiển cho hệ điều hành.
- Khởi động máy tính từ đĩa cứng:

Sau khi bật máy tính, chương trình nằm trong ROM đọc dữ liệu trong master boot record, nạp vào RAM tại địa chỉ 7C00:0000 và chuyển quyền điều khiển cho chương trình này. Chương trình này sẽ tìm kiếm phân vùng có quyền khởi động, nếu tìm thấy sẽ nạp boot record của phân vùng đó vào RAM và lại chuyển quyền điều khiển. Chương trình trong boot record này tiến hành nạp hệ điều hành vào RAM và chuyển quyền điều khiển cho hệ điều hành.

## Cấu trúc của boot record
| Offset | Chiều dài | Mô tả                                     |
| ------ | --------- | ----------------------------------------- |
| 0      | 3 bytes   | Lệnh JMP để nhảy qua BPB                  |
| 3      | 27 bytes  | BPB                                       |
| 30     | 482 bytes | Mã lệnh thực thi dùng để nạp hệ điều hành |

Từ DOS 2.0 trở về sau, 2 bytes cuối của boot record luôn có giá trị là 55AA (hệ thập lục phân).

## Lưu ý
Thông tin về boot sector trên đây không phụ thuộc vào hệ điều hành, chỉ áp dụng cho đĩa cứng và đĩa mềm, và chỉ áp dụng cho các máy tính dựa trên kiến trúc máy tính IBM PC và kiến trúc bộ vi xử lý 8088. Đối với CD, vui lòng tham khảo mục từ El Torito.